# 神门乡
神门乡，是中华人民共和国四川省巴中市南江县下辖的一个乡镇级行政单位。
2019年12月23日，四川省人民政府批复同意沙坝乡更名神门乡。

## 行政区划
神门乡下辖以下地区：
沙坝社区、西清社区、草坝村、沙坝村、红山村、咸丰村、阳坡村、铧尖村、大湾村和三河村。